# Polar X-plorer
Polar X-plorer sont des montagnes russes métalliques situées dans le parc Legoland de Billund, au Danemark. Inaugurées le 29 avril 2012, il s'agit des premières montagnes russes construites par Zierer à avoir une chute libre.

## Historique
Le 11 octobre 2011, Legoland Billund a annoncé que le parc ouvrira une nouvelle zone nommée Polar Land. Il met en place un nouveau restaurant.

## Parcours
Après s'être hissé grâce à une lift hill, les visiteurs passent par quelques tours et détours avant d'entrer dans une section intérieure, où une scène d'elfes grignotant un mur de glace est visible. Le train descend ensuite une chute libre verticale de 5 mètres. Le parcours se finit ainsi, après quelques autres bosses. La forme des véhicules peut faite penser à des motoneiges.

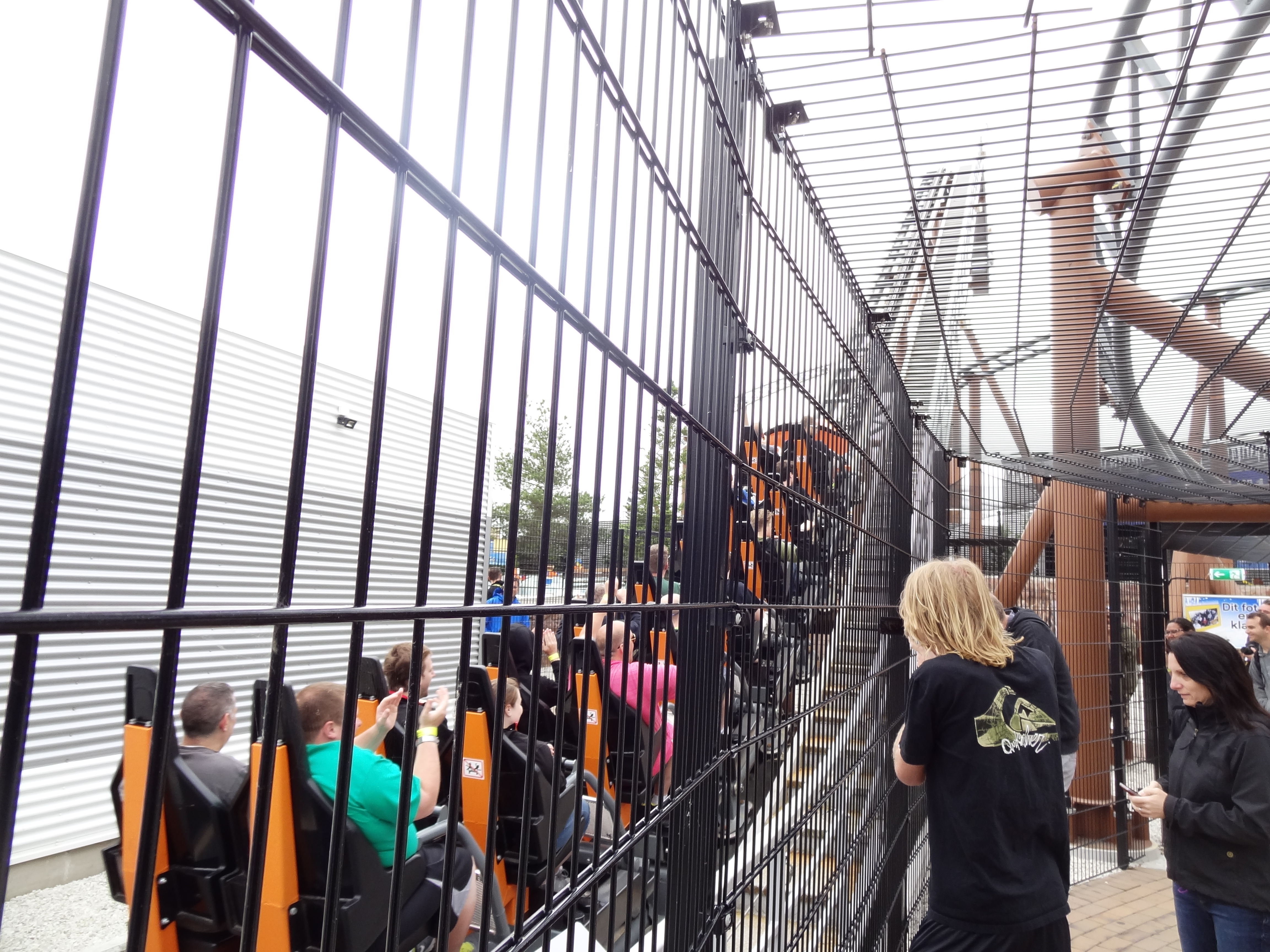
Lift vue depuis la file d'attente.
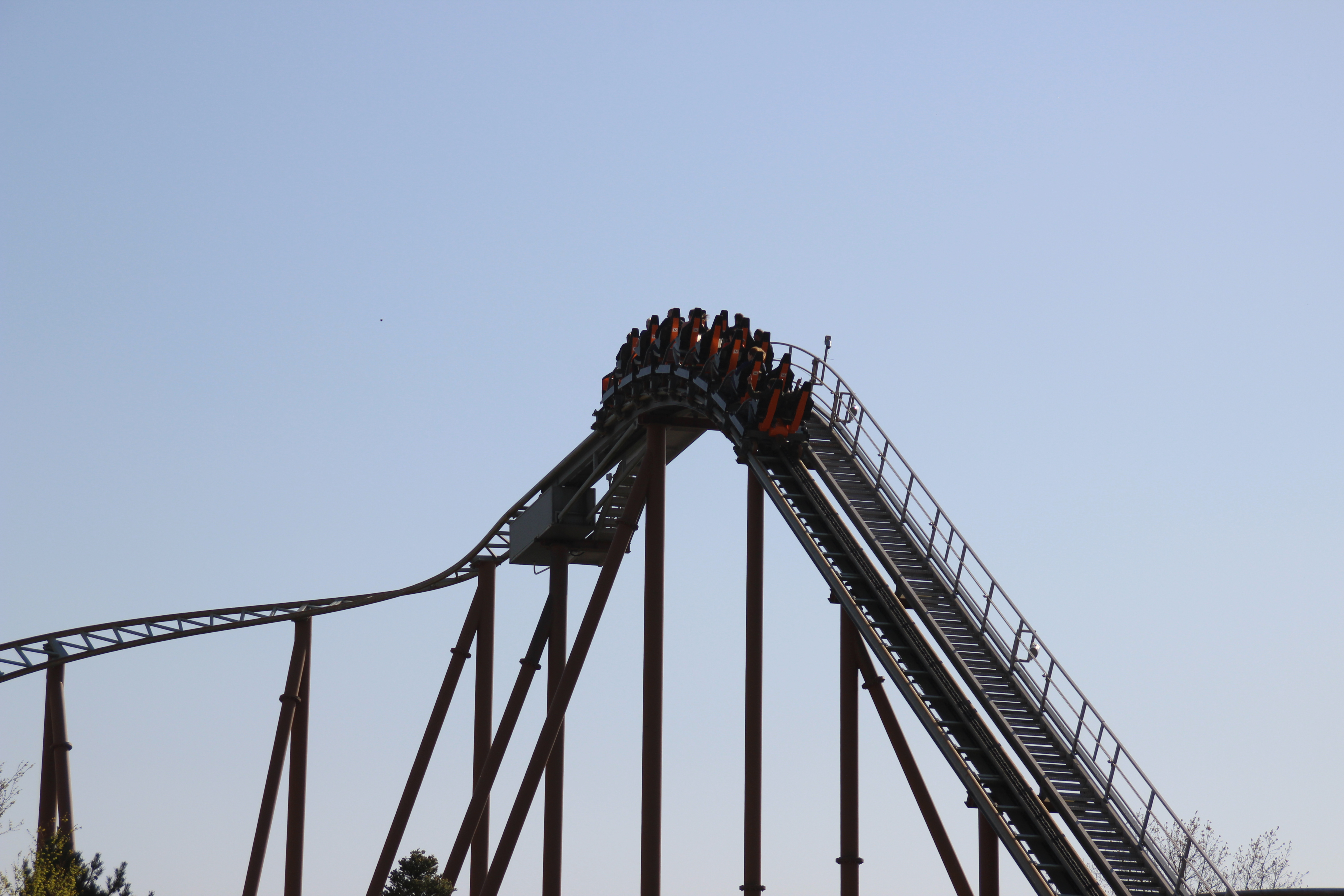
Train sur le parcours.